# Historie Svorné sedmy
Historie Svorné sedmy je novela pro mládež českého spisovatele Jaroslava Foglara. Původně vycházela v roce 1938 na pokračování v příloze novin České slovo, knižně byla poprvé vydána v roce 1940. Pojednává o kamarádství sedmi dětí z domu U grošáka, o jejich poznávání přírody i skautských dovedností a nakonec i vstupu do skautských oddílů.

## Příběh
Skupina dětí z velkého předměstského pavlačového domu U grošáka pod vedením nejstaršího Pavla založí tajnou partu, která si začne říkat Svorná sedma. Protože majitel domu zakázal jejich skotačení na dvoře, na chodbách i na půdě, zavede je Pavel na skrytou louku, kde skupina začne trávit veškerý svůj volný čas. Pavel, Jára, Otě Kotě, Cikáda, Jiřka, Lenka a Martina si na Dalekém palouku, jak místo pojmenují, zřídí tábořiště, postaví stan i kamna a na louce i v okolním lese hrají hry.

## Vznik a vydávání
Novelu Historie Svorné sedmy napsal Jaroslav Foglar v roce 1938. Náčelníkem Svorné sedmy je Pavel, do kterého se vtělil sám autor, podobně jako například do Rikitana v románu Hoši od Bobří řeky. V rámci Foglarova díla je však novela netypická tím, že na rozdíl od ostatních jeho knih, kde jsou hlavními postavami jen chlapci, zde vystupují v rovnocenné míře i děvčata. Partu totiž tvoří čtyři chlapci a tři dívky (Jiřka, Lenka a Martina). Příběh se nicméně nijak nevymyká jiným foglarovkám, neboť žádné vztahy nad obvyklý rámec dětského kamarádství se zde nerozvíjejí.
Poprvé se Historie Svorné sedmy vycházela na pokračování v Slovíčku, dětské nedělní příloze novin České slovo, které si vyžádalo již v roce 1934 prostřednictvím redaktorky Slovíčka Jarmily Šaldové-Novákové, po ukončení vydávání Hochů od Bobří řeky, od Foglara další prózu. Svorná sedma byla otiskována od 5. června 1938 do 16. října 1938. První knižní vydání se objevilo v listopadu 1940 díky nakladatelství Jan Kobes.

### Knižní česká vydání
Přehled knižních vydání v češtině:
- 1940 – 1. vydání, nakladatelství Jan Kobes, ilustrace Mariquita, obálka Zdeněk Burian
- 1941 – dotisk 1. vydání, nakladatelství Jan Kobes, ilustrace Mariquita, obálka Zdeněk Burian
- 1990 – 2. vydání, nakladatelství Atos, ilustrace Břetislav Charwot, obálka Karel Kárász, ISBN 80-900085-3-4
- 1997 – 3. vydání, nakladatelství Olympia, ilustrace Marko Čermák, ISBN 80-7033-462-2 (edice Sebrané spisy, sv. 14, společně s prózou Nováček Bubáček píše deník)
- 2000 – dotisk 3. vydání, nakladatelství Olympia, ilustrace Marko Čermák, ISBN 80-7033-462-2 (edice Sebrané spisy, sv. 14, společně s prózou Nováček Bubáček píše deník)
- 2007 – 4. vydání, nakladatelství Olympia, ilustrace Marko Čermák, ISBN 978-80-7376-023-6 (edice Sebrané spisy, sv. 14, společně s prózou Nováček Bubáček píše deník)

Vydání z roku 1990 je v tiráži knihy číslováno chybně, místo 2. vydání je označeno jako 3. vydání.

### Další vydání
Další česká vydání:
- 1938 – na pokračování ve Slovíčku, dětské nedělní příloze deníku České slovo (č. 23–42)
- 1990 – na pokračování v měsíčníku Družstevní byt (č. 2–12)
- 1990 – na pokračování v sobotní příloze deníku Nová svoboda (únor–červenec)

Cizojazyčná vydání:
- 1993 – Príbeh Svornej sedmy, slovensky, nakladatelství Arkus, ISBN 80-900465-7-6